# دومي ديغان
دومي ديغان (بالإنجليزية: Dummy Deegan)‏ هو لاعب كرة قاعدة أمريكي، ولد في 16 نوفمبر 1874 في ذا برونكس في الولايات المتحدة، وتوفي بنفس المكان في 17 مايو 1957.

## وصلات خارجية
- دومي ديغان على موقع دوري كرة القاعدة الرئيسي (الإنجليزية)
- دومي ديغان على موقعبيزبول رفرنس.كوم (الدوري الرئيسي) (الإنجليزية)
- دومي ديغان على موقعبيزبول رفرنس.كوم (الدوري الثانوي) (الإنجليزية)